# Текс Ејвери
Фредрик Бин „Фред/Текс“ Ејвери (енгл. Tex Avery; Тејлор, 26. фебруар 1908 — Бербанк, 26. август 1980) је био амерички аниматор, цртач, и редитељ, најпознатији по својим цртаним филовима за време златног доба холивудске анимације. Најзначајнија дела је урадио за Ворнер брадерс и Метро-Голдвин-Мајер студије, створио је ликове: Патак Дача, Душко Дугоушко, Пас Друпи, Откачена Веверица, Џорџ и Јуниор и претворио Прасића Гицу и Чили Вили ја у регуларне цртане ликове. Он је утицао на скоро све цртане филмове у одређеним студијима 1940-их и 1950-их.
Ејверијев стил режирања прекршио је правила стриктног реализма која је поставио Волт Дизни и подстакао је аниматоре да прекораче границе стварности и да у цртаним филмовима раде ствари које нису могуће у стварном свету. Често цитиран текст из Ејверијевих цртаћа је био „У цртаном филму можеш урадити било шта," и то су обично и поштовали у његовим цртаћима. Позајмио је доста гласова у својим цртаћима, обично споредним ликовима (нпр. Деда Мраз из цртаног филма Ко је убио кога?).